# 90
Évszázadok: i. e. 1. század – 1. század – 2. század
Évtizedek: 40-es évek – 50-es évek – 60-as évek – 70-es évek – 80-as évek – 90-es évek – 100-as évek – 110-es évek – 120-as évek – 130-as évek – 140-es évek
Évek: 85 – 86 – 87 – 88 –  89 – 90 – 91 – 92 – 93 – 94 – 95

## Események

### Római Birodalom
- Domitianus császárt (helyettese január 13-tól Lucius Cornelius Pusio Annius Messala, márciustól Lucius Antistius Rusticus, májustól Quintus Accaeus Rufus, júliustól Publius Baebius Italicus, szeptembertől Lucius Albius Pullaienus Pollio, novembertől Marcus Tullius Cerialis) és Marcus Cocceius Nervát (helyettese Servius Julius Servianus, Caius Caristanius Fronto, Caius Aquillius Proculus, Cnaeus Pinarius Aemilius Cicatricula Pompeius Longinus és Cnaeus Pompeius Catullinus) választják consulnak.
- A rómaiak erődöt építenek Radasbonánál, megalapítva a mai Regensburgot. Ekkor épül Saalburg erődje is (amely arról nevezetes, hogy ma szinte teljes egészében újjáépítették).

### Kína
- Vima Kadphiszész kusán király követséget küld a kínai császárhoz, egy kínai hercegnőt kérve feleségnek. Visszautasítják, ezért bosszúból nagy sereggel átkel a Pamíron és a Tarim-medencében megtámadja a kínaiakat, de Pan Csao hadvezér visszaveri a kusánokat.

## Születések
- Ismael rabbi, zsidó vallástudós
- Quintus Tineius Rufus, római politikus

## Halálozások
- Caius Valerius Flaccus, római költő
- Pedaniosz Dioszkoridész, görög orvos
- I. Tiberius Iulius Rhescuporis, boszporoszi király

## Fordítás
- Ez a szócikk részben vagy egészben  az   AD 90 című angol Wikipédia-szócikk ezen változatának fordításán alapul.  Az eredeti cikk szerkesztőit annak laptörténete sorolja fel. Ez a jelzés csupán a megfogalmazás eredetét és a szerzői jogokat jelzi, nem szolgál a cikkben szereplő információk forrásmegjelöléseként.